# Microtus arvalis
Microtus arvalis là một loài động vật có vú trong họ Cricetidae, bộ Gặm nhấm. Loài này được Pallas mô tả năm 1778.

## Hình ảnh

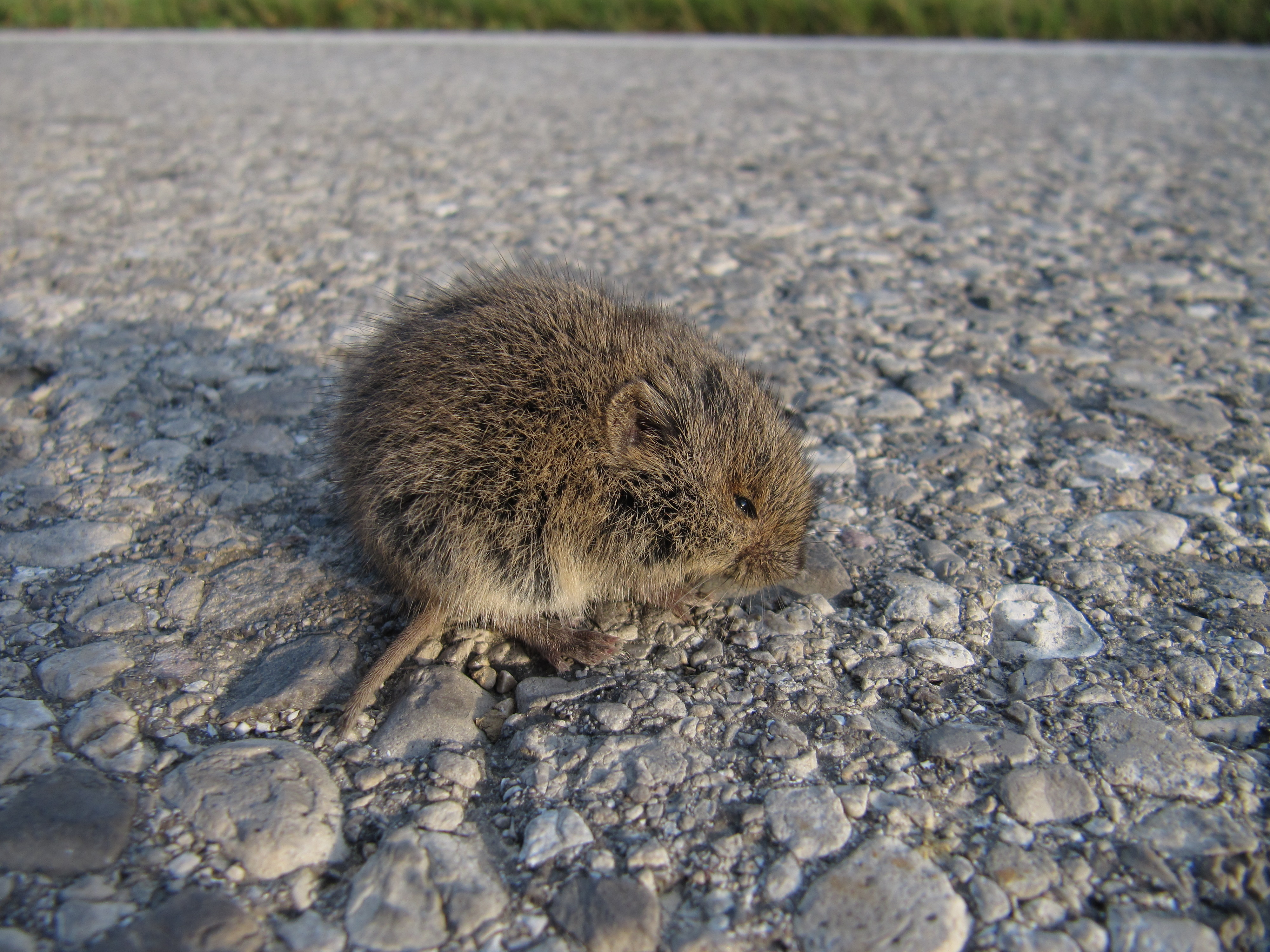
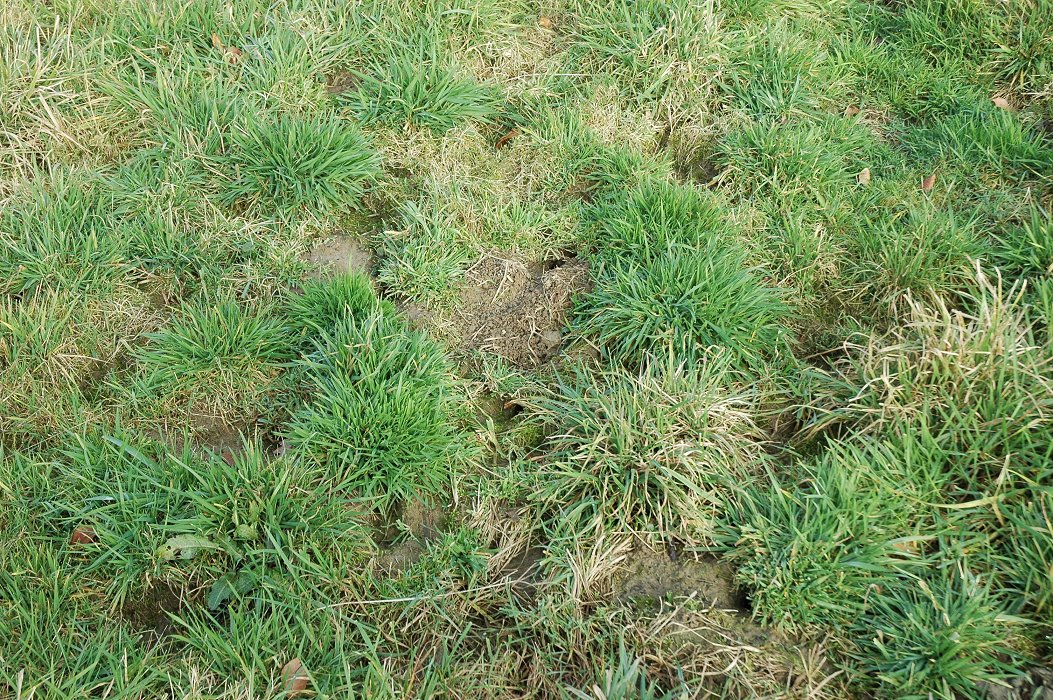
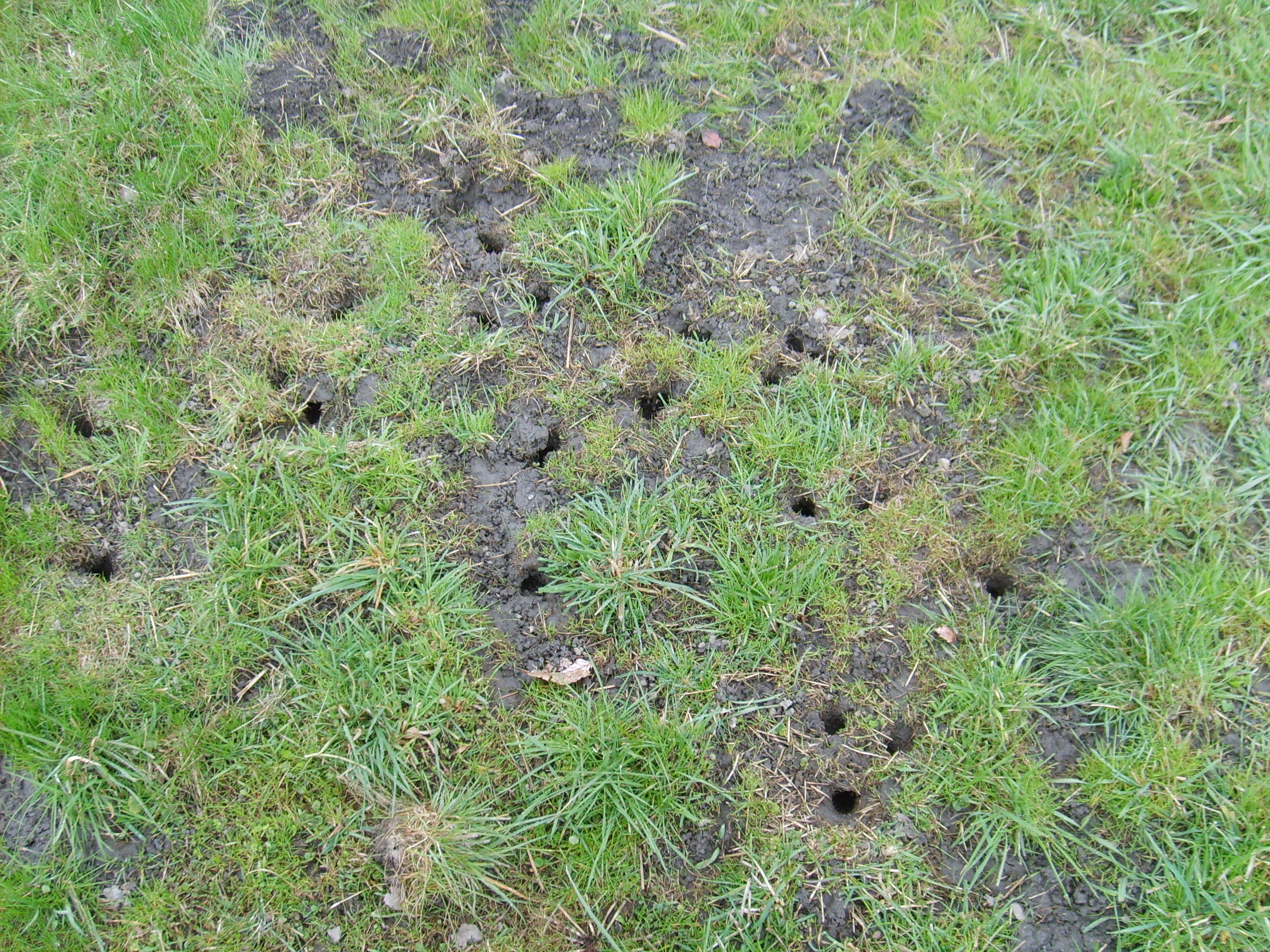
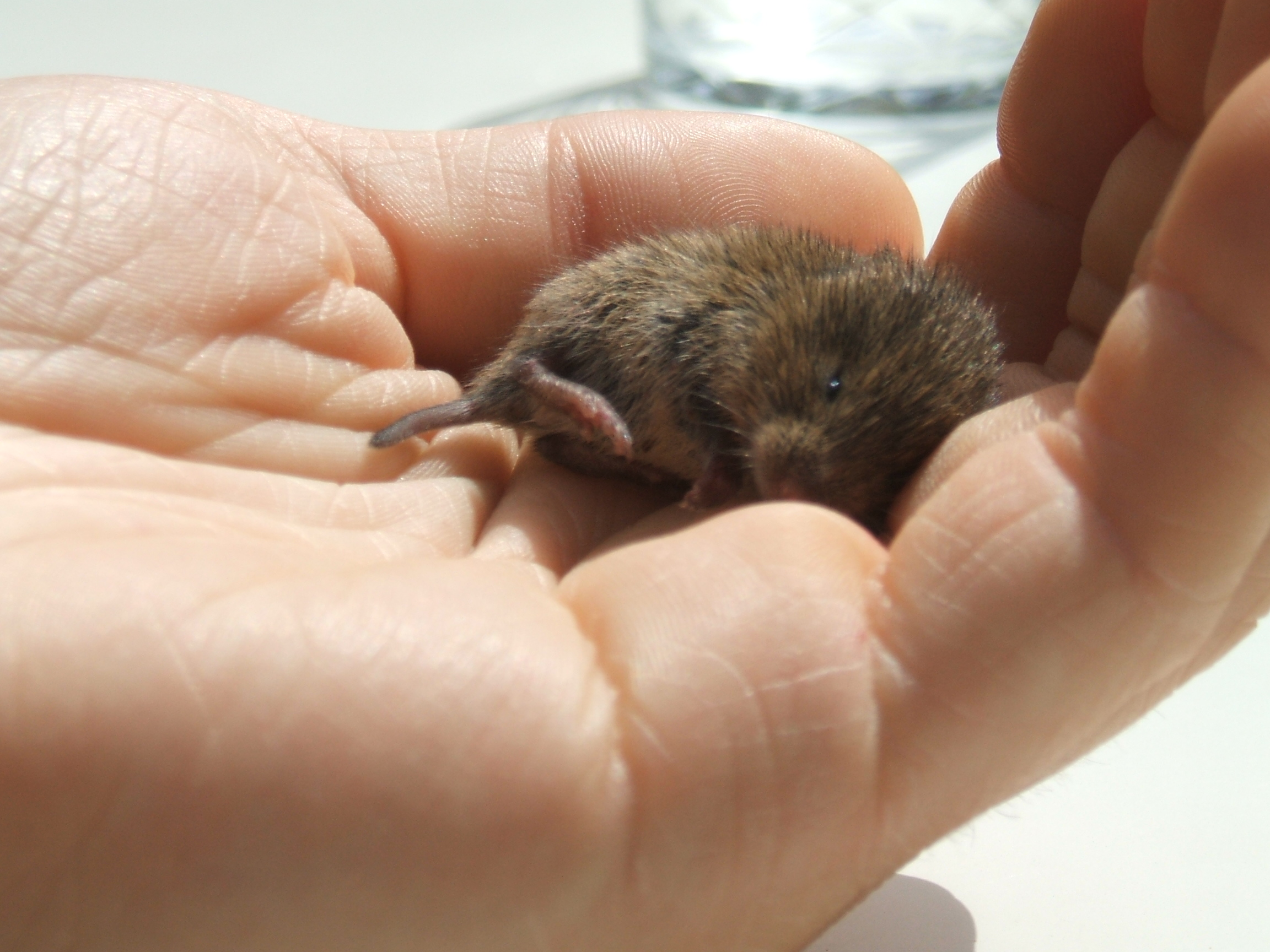